# Lega Democratica del Kosovo
La Lega Democratica del Kosovo (in albanese Lidhja Demokratike e Kosovës, LDK) è un partito politico kosovaro, conservatore, membro dell'Internazionale Democratica Centrista.

## Storia
La LDK è stata fondata nel 1989 da Ibrahim Rugova, che la diresse sino alla sua morte. La Lega sostiene l'indipendenza del Kosovo. È stato il primo partito politico del territorio sino alle elezioni legislative del 17 novembre 2007, quando ricevette solo il 22% dei voti, contro il 35% del Partito Democratico del Kosovo (PDK), risultato primo.

## Segretari della LDK
| Segretario     | Periodo | Periodo |
| Segretario     | Inizio  | Fine    |
| -------------- | ------- | ------- |
| Ibrahim Rugova | 1989    | 2006    |
| Fatmir Sejdiu  | 2006    | 2010    |
| Isa Mustafa    | 2010    | 2021    |

## Risultati elettorali
| Elezione          | Voti    | Seggi    |
| ----------------- | ------- | -------- |
| Parlamentari 2010 | 172 552 | 27 / 120 |
| Parlamentari 2014 | 184 596 | 30 / 120 |
| Parlamentari 2017 | 185 884 | 29 / 120 |
| Parlamentari 2019 | 206 516 | 28 / 120 |
| Parlamentari 2021 | 103 507 | 15 / 120 |